# San José el Llanito
San José el Llanito, eller bara El Llanito är ett samhälle i kommunen Lerma i delstaten Mexiko i Mexiko. Orten hade 1 430 invånare vid folkräkningen år 2020.